# Itzhak Stern
Itzhak Stern, född 25 januari 1901 i Österrike, död 1969, var en man av judisk börd som arbetade för den tyska industrimannen Oskar Schindler. Han var kamrer vid Schindlers företag Deutsche Emaillewarenfabrik i Kraków och medverkade till att driva verksamheten. Han skrev en lista över namn som kallas Schindlers lista, en förteckning över judar som överlevde Förintelsen tack vare Schindlers insatser. (I själva verket var det sju listor, varav fyra har bevarats.)

## Biografi
Den 18 november 1939 träffade Schindler Stern för första gången och då som kamrer hos Schindlers affärskollega Josef "Sepp" Aue, som hade tagit över Sterns tidigare judiskt ägda företag som förvaltare. Schindler visade Stern balansräkning för ett företag som han tänkte förvärva, en emaljvarufabrik, Rekord Ltd, ägd av ett konsortium av judiska affärsmän som hade ansökt om konkurs tidigare samma år. Stern rådde honom att istället för att driva företaget som ett förvaltarskap under överinseende av Haupttreuhandstelle Ost (huvudförvaltaren för Östra delen), borde han köpa eller arrendera verksamheten, eftersom det skulle ge honom mer frihet från nazisternas diktat, och bland annat frihet att anställa fler judar.
Trots att Stern var jude och Schindler medlem av nazistpartiet, var Schindler vänlig mot honom. I ett senare möte, informerade Stern Schindler om möjligheten att kunna använda judiska slavar till personal vid sin fabrik till en lägre kostnad än för de polska arbetarna. Schindler insåg fördelen och tog fasta på Sterns förslag. Stern sades också ha förmåga att mildra den moraliska sidan för Schindler. Såväl Stern som Schindler var opportunister, och Stern var en starkt bidragande orsak till räddningen av Schindlerjudarna. Eftersom Schindler överlät till Stern att driva fabriken började denne att ge fabriksjobb till judar som annars skulle ha bedömts "onödiga" och troligen ha dödats. Han förfalskade dokument för att få lärare och intellektuella att verka vara erfarna maskinister och fabriksarbetare.
Stern gestaltas i filmen Schindlers List (1993) av Ben Kingsley. I slutet av filmen visas Sterns änka i en procession av överlevande Schindlerjudar och de skådespelare som porträtterar dem, när de lägger stenar på Schindlers grav som ett tecken på sin högaktning. Sterns bror Natan var också en av de Schindlerjudarna.
Medan förhållandet mellan Stern och Schindler från början var rent affärsmässigt, hade det mot slutet av deras samarbete en personlig vänskap uppstått.